# Reichskommissar
Il titolo di reichskommissar venne conferito nella Germania nazista durante la seconda guerra mondiale ai governatori dei territori occupati dai tedeschi. Il territorio amministrato era definito Reichskommissariat, e ne vennero creati nell'ambito più ampio delle amministrazioni dei territori occupati dalla Germania, che comprendevano territori direttamente amministrati dal Reich, Amministrazioni militari, rette cioè da ufficiali delle forze armate, e Reichskommissariaten propriamente detti, suddivisi in Generalbezirk, regioni amministrative.
La carica venne conferita a persone appartenenti al partito nazista e già occupanti cariche politiche rilevanti nel Reich, come Josef Terboven, deputato al Reichstag dal 1930, reichskommissar per la Norvegia o Hinrich Lohse, già Oberpräsident e Gauleiter dello Schleswig-Holstein e nominato Der Reichskommissar für das Ostland. Parte di queste figure dipendeva dal Reichsleiter Alfred Rosenberg, Minister für die besetzten Ostgebiete (Ministro del Reich per i Territori Occupati dell'Est).
Diversi vennero effettivamente creati, nei territori occupati stabilmente e precocemente:
- Norvegia
- Paesi Bassi
- Paesi baltici
- Ucraina
- Belgio e Francia del Nord

In realtà quella che era inizialmente l'Amministrazione militare del Belgio e della Francia del nord divenne Reichskommissariat solo il 18 luglio 1944.
Altri vennero programmati ma non effettivamente creati per le mutate sorti del conflitto:
- Don-Volga
- Mosca
- Caucaso
- Turkestan
- Urali